# Nikolaï Ognev
Pour les articles homonymes, voir Ognev et Ognev (homonymie).
Nikolaï Ognev (aussi Ognjew, en russe : Николай Огнев), de son nom de naissance Mikhaïl Grigorievitch Rozanov (en russe : Михаил Григорьевич Розанов) né à Moscou (Russie impériale) le 26 juin 1888 et mort dans cette ville le 22 juin 1938, est un écrivain russe soviétique, auteur de livres pour enfants et pédagogue.

## Biographie
Nikolaï Ognev est le fils d'un avoué assermenté. En 1906, il commence à publier des poésies, puis des récits dans des journaux. Il y est question de cadavres, de tombes et de vampires et de forces occultes. Il est marqué par l'influence de Leonid Andreïev, Fiodor Sologoub et Andreï Biély.
Il est arrêté cette même année pour des activités politiques illégales mais il ne sera jamais adhérent d'un parti politique. En 1910, il travaille comme éducateur à la Société de bienfaisance pour l'éducation des enfants du Raïon Bytourski de Moscou. En 1916 il est appelé dans l'armée, où il sert comme fourrier.
Après la révolution d'Octobre, il continue à travailler avec les enfants, et fonde le premier théâtre pour enfants de Moscou, pour lequel il écrit de nombreuses pièces, qui seront jouées aussi dans d'autres villes. En 1925, il rassemble ses récits dans un recueil, et ne se consacre à des travaux littéraires. Il est membre du Centre littéraire des constructivistes. de 1928 à 1930, puis du groupe Pereval.
Il connait le succès, y compris à l'étranger, avec Le Journal de Kostia Riabtsev («Дневник Кости Рябцева», 1926—1927), porté à l'écran en 1981 par Guennadi Poloka, sous le titre de Notre vocation (ru) («Наше призвание»).
L'ouvrage raconte l'histoire d'un garçon de quinze ans, d'une personnalité indépendante et critique, dans le contexte d'effondrement du système d'éducation, puis d'introduction et d'abandon d'une réforme pédagogique fondée sur le plan Dalton d'Helen Parkhurst. Le livre et sa suite font partie de ceux interdits et brûlés par les nationaux-socialistes.
Par la suite il écrit encore la nouvelle La fin de Nikletoj («Исход Никпетожа», (1928) et le roman Trois dimensions («Три измерения», 1929—1932). En 1937, il enseigne à l'Institut de littérature Maxime-Gorki.
Il meurt le 22 juin 1938 des suites d'une longue maladie.
Son frère Sergueï Rozanov (ru) est aussi écrivain.

## Publications
- (ru) Собрание сочинений [« Œuvres choisies »], Moscou, Федерация,‎ 1928-1929 ;
- (ru) Рассказы [« Récits »],‎ 1925 ;
- (ru) Дневник Кости Рябцева [« Le journal de Kostia Riabtsev »],‎ 1929, 2e éd.,
  - Journal de Kostia Riabtsev : troisième groupe, année scolaire 1923-1924, L'âge d'homme, 1992, 255 p. (ISBN 978-2-8251-0216-9, lire en ligne) ;
- (ru) Следы динозавра [« Parmi les dinosaures »],‎ 1928 ;
- (ru) Тайна двоичного счисления [« Le mystère de la numération binaire »],‎ 1929 ;
- (ru) Костя Рябцев в вузе : продолжение нашумевшей кн. "Дневник Кости Рябцева" [« Kostia Riabtsev à l'université : suite du retentissant Journal de Kostia Riabtsev »],‎ 1929 ;
- (ru) Исход Никпетожа [« La fin de Nikletoj »],‎ 1930 ;
- (ru) Комиссар и Ершист [« Le commissaire et Ierchist »],‎ 1932 ;
- (ru) Крушение антенны [« Des antennes géantes »],‎ 1933 ;
- (ru) Три измерения [« Trois dimensions »], ГИЗ,‎ 1933 ;
- (ru) Конец фабрики ангелов [« La fin de la fabrique des anges »],‎ 1933 ;
- (ru) Рассказы [« Récits »],‎ 1938 ;
- (ru) « Из литературных архивов. Письма 1926-31 », Новый мир, no 10,‎ 1964.

## Œuvres portées à l'écran
- Notre vocation (ru) («Наше призвание»), Belarusfilm, 1981, mise en scène de Guennadi Poloka.
- Je suis à l'avant-poste (ru), («Я — вожатый форпоста») Belarusfilm, 1986, mise en scène de Guennadi Poloka.